# ルーカン
ルーカン卿（Sir Lucan）は、アーサー王物語に登場する人物。アーサー王付きの執事(butler)として紹介されるが、厳密に意味解釈するならばワイン係の「献酌侍臣」である。
のちのマロリーの作品ではベディヴィア卿の兄弟で、コルネウス公(Corneus)の息子とされる。

## 作品の中の人物
初出は『ペルスヴァル』の『第一続篇』（1200年頃）で、そこではアーサーの軍が「傲れる城」（仮訳）(Castel Orguellous)を攻撃するとき、一番手となってジョスト（槍試合）に出場した。
流布本系（ランスロ＝聖杯サイクル）や、マロリー作品においては、モードレッド卿が引き起こした謀反の最終決戦であるソールズベリー（他の文献ではカムランの戦いとされる戦い）を生き残ったわずかの家臣の一人である。ただし、二つの作品では、設定が次のように異なる。
流布本系『アルテュス王の死』（1230年頃）では、ソールズベリー平原での戦い後、ルーカンは従兄弟のジルフレ（グリフレット卿）と共に、負傷した王を「黒き寺院」(Noire chapel)まで担いだとされている。そして悲しみに呉れたアーサーは、ルーカンを強く抱擁しすぎるあまり圧殺してしまう。王剣エクスカリバーを湖に捨てるよう命じられるたのは、この作品では従兄弟のジルフレである。続流布本系(Post-Vulgate)では、負傷した彼らの行き場所は「古き寺院」という。
トーマス・マロリー『アーサーの死』（1470年）では、ルーカン卿はベディヴィア卿の兄弟（兄）に設定されている。そして、ソールズベリーの「丘陵」での決戦後、アーサーを抱えていくのはルーカンとベディヴィア卿の二人に置換わっている。そして王を寺院から移動するため持ち上げようとした際、ルーカンは腹の傷が破れて内臓が飛び出し、死亡する。そのあと最後に残った家臣が、弟のベディヴィアであり、エクスカリバーを湖に捨てよと仰せつかる。
マロリーの作品では、初期は騎士としての活躍もあったが、それでも、ごくたまに槍試合において名前だけ登場するが、これといった活躍はしない。